# زیردریایی یو-۱۴۳ (۱۹۴۰)
زیردریایی یو-۱۴۳ (۱۹۴۰) (به انگلیسی: German submarine U-143 (1940)) یک زیردریایی بود که طول آن ۴۳٫۹۷ متر (۱۴۴ فوت ۳ اینچ) بود. این زیردریایی در سال ۱۹۴۰ ساخته شد.